# Australophis anilioides
L'australofide (Australophis anilioides) è un serpente estinto, vissuto nel Cretaceo superiore (Campaniano – Maastrichtiano, 75-70 milioni di anni fa). I suoi resti fossili sono stati ritrovati in Sudamerica (Argentina).

## Significato dei fossili
I resti di questo serpente consistono in alcune vertebre ritrovate nella formazione Allen, nella Provincia di Río Negro. La struttura morfologica di queste vertebre ricorda molto quella dell'attuale anilio (Anilius scytale), un serpente sudamericano considerato fra i più primitivi. Un'altra forma simile, Hoffstetterella, è nota in strati un poco più recenti (Paleocene inferiore) in Brasile. È possibile, quindi, che queste tre forme costituiscano un gruppo monofiletico endemico del Sudamerica, differenziatosi nel Cretaceo da altri serpenti primitivi come Cylindrophis ruffus e gli uropeltidi (Uropeltidae). Ciò testimonierebbe una notevole diversificazione dei serpenti primitivi già nel Cretaceo superiore.